# Tricerro
Tricerro är en ort och kommun i provinsen Vercelli i regionen Piemonte, Italien.  Kommunen hade 694 invånare (2018).